# Église Sant'Agostino (Pérouse)
Pour les articles homonymes, voir Sant'Agostino (homonymie).
L'église Sant'Agostino (en italien, Chiesa di Sant'Agostino) est un édifice religieux du XIIIe siècle dédié à saint Augustin, qui se trouve piazza Domenico Luppattelli à Pérouse en Ombrie (Italie).

## Histoire
L'église a été bâtie à la fin du Duecento (XIIIe siècle italien), en style gothique, mais au cours des siècles fortement remaniée. Vers 1526, peu après la formation de l'ordre, une communauté d'Augustins s'est établie sur ce site, à l'extérieur de l'Arco Etrusco. La nouvelle église et le couvent adjacent ont accueilli le chapitre général de l'ordre en 1279 et en 1303.
L'église d'origine semble avoir un plan rectangulaire avec une abside polygonale. Cette abside a été démolie au XIVe siècle, et le transept et l'abside actuelles furent construits, augmentant considérablement le volume de l'église. Le campanile octogonal a été construit au-dessus de la chapelle à gauche de l'abside.
Martin Luther y a célébré une messe en 1510, lors de son voyage à Rome.
Au XVIIIe siècle, l'église est restructurée d'après les plans de Stefano Cansacchi di Amelia. Le projet est achevé en 1803, après une interruption causée par l'occupation française de Pérouse.
Certains ajouts baroques du XVIIIe siècle ont été supprimés en 1945, ce qui a permis de récupérer des éléments du XIVe siècle, comme les chapelles gothiques.
En 1540, pendant la guerre du sel, les forces papales occupent le couvent qui redevient une caserne lorsque la communauté est provisoirement supprimée en 1810, définitivement en 1860. 
Le couvent abrite aujourd'hui la caserne militare Braccio Fortebracci.

## Description

### Extérieur
La partie inférieure de la façade constituée de pierre rose et blanche fait partie du projet du XIVe siècle. La partie supérieure de style maniériste a été réalisée par Bino Sozi en 1579. Un portique, qui avait été construit à la fin du XVIIIe siècle, a été supprimé en 1945 et le portail double (XIVe siècle) a été rétabli.

### Intérieur
L'intérieur de l'église à nef unique a été reconstruit au cours des XVIIIe et XIXe siècles. 
À la suite de récentes restaurations, des chapelles gothiques murées lors des reconstructions baroques ont été restaurées ainsi qu'une Crucifixion, œuvre de jeunesse du peintre Raphaël.
La seconde chapelle sur la gauche est ornée de peintures de Pellino di Vannuccio et les deux autres, sur la droite de l'abside, sont de Puccio Capanna et d'Allegretto Nuzi.
L'abside comporte un grand chœur en bois ciselé par Baccio d'Agnolo et dessiné par Le Pérugin.
D'autres œuvres d'art:
- La Madonna delle Grazie, Giovanni di Paolo,
- Fresques de Giovanni Battista Lombardelli,
- Deux tableaux de Hendrick van den Broeck.
- Divers tableaux du XVIIIe siècle
- Un grand banc en bois du XVe siècle
- Un vitrail de la sacristie représentant la Crucifixion, de Giovanni di Bonino, aujourd'hui dans la Galerie nationale de l'Ombrie
- Un polyptyque (recto-verso) (1502-1523) du Pérugin (le polyptyque a été démantelé en 1654).
  - Les éléments ont été dispersés dans de nombreux musées:
- Saint, Musée du Louvre, Paris[1]
- Saint Barthélémy,  museum of art, Birmingham, Alabama,
- Sainte Irène et saint Sébastien, musée de Grenoble,
- Saint Herculan et saint Jacques le mineur, musée des beaux-arts, Lyon,
- La Pietà, église San Pietro, Pérouse,
- Saint Jean l'évangéliste et saint Augustin, musée des Augustins, Toulouse[2],
- Dix-sept éléments, Galerie nationale de l'Ombrie, Pérouse,
- La Vierge de l'Annonciation déposée par le musée du Louvre à Strasbourg a brûlé pendant la guerre de 1870.

## Autres particularités
À droite de l'église se trouve l'Oratorio della Confraternita disciplinata di Sant'Agostino (XVIIe siècle) : l'intérieur comporte un plafond ciselé, œuvre de C. d'Amuelle, ainsi que divers tableaux d'Orazio Alfani, Giovanni Antonio Scaramuccia, Mattia Battini.

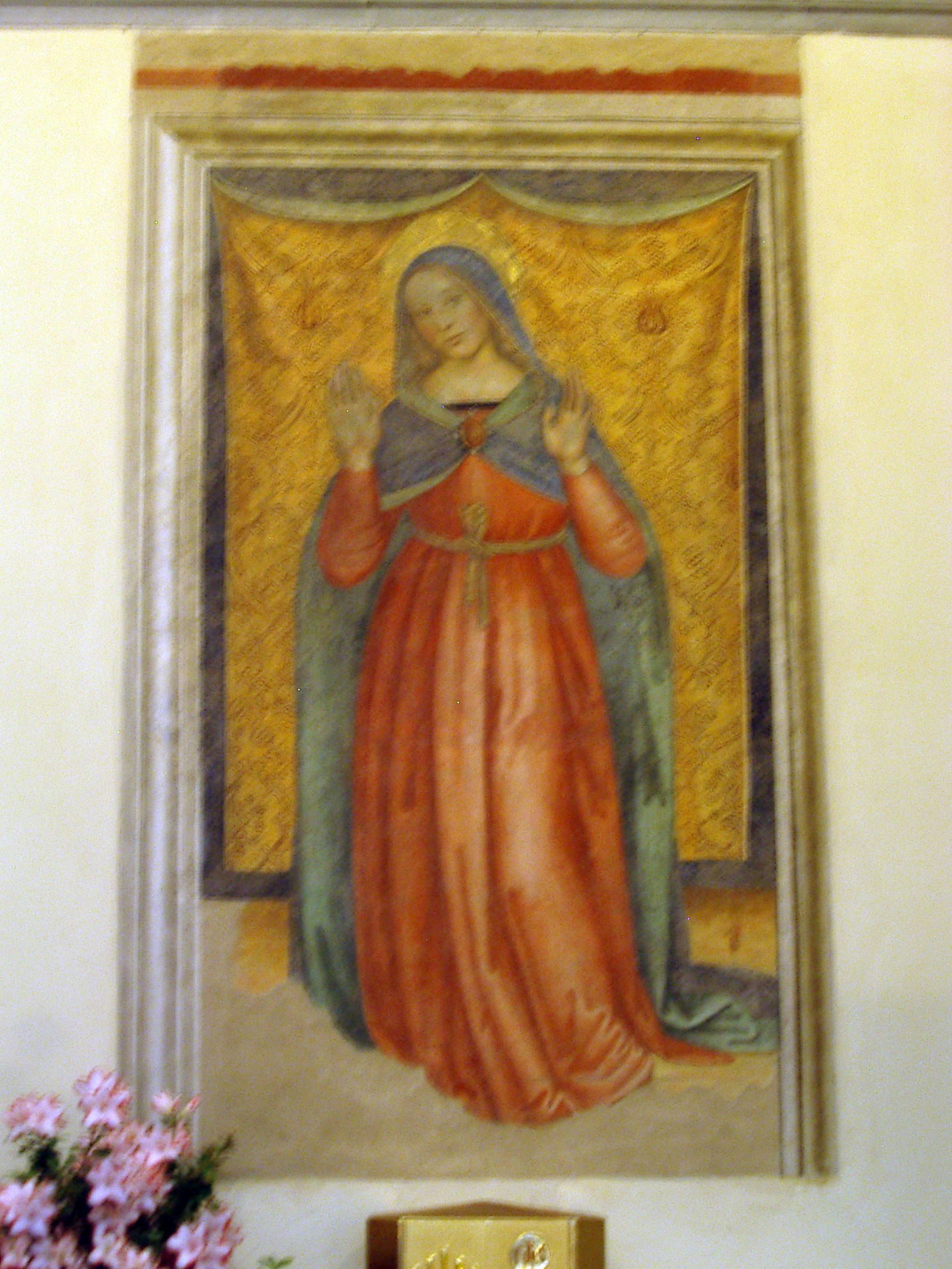
Madonna delle Grazie, fresque, attribuée à Giannicola di Paolo
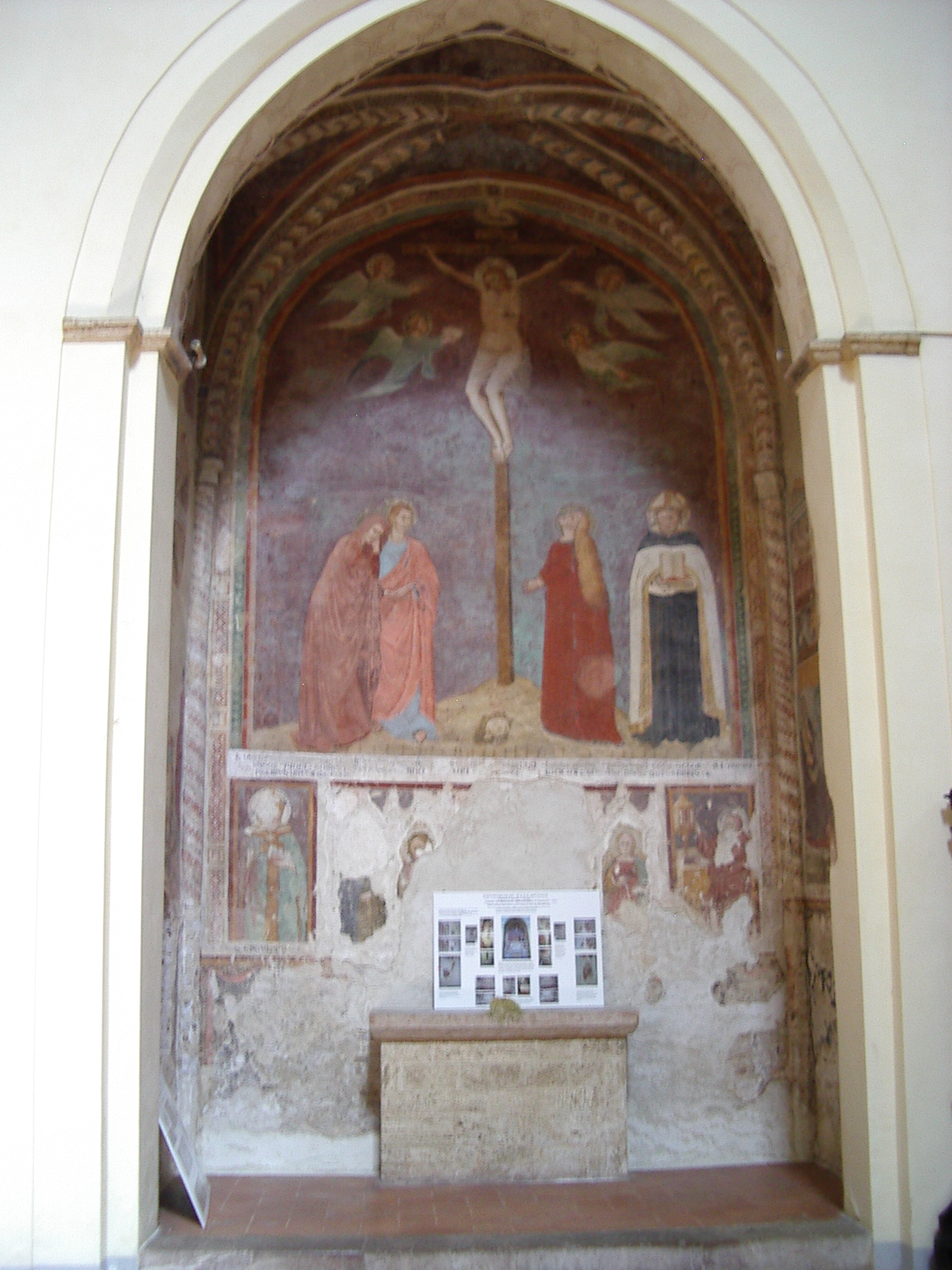
Crucifixion, fresque, attribuée à Pellino di Vannuccio

## Sources
- Voir liens externes.